# Epibulus
Az Epibulus a sugarasúszójú halak (Actinopterygii) osztályának a sügéralakúak (Perciformes) rendjébe, ezen belül az ajakoshalfélék (Labridae) családjába tartozó nem.

## Rendszerezés
A nembe az alábbi 2 faj tartozik:
- Epibulus brevis
- csalóhal (Epibulus insidiator)